# Passiflora organensis
Passiflora organensis je biljka iz porodice Passifloraceae.

## Sinonimi
- Passiflora gardensericea L.